# Calyptranthes toaensis
Calyptranthes toaensis är en myrtenväxtart som beskrevs av Attila L. Borhidi. Calyptranthes toaensis ingår i släktet Calyptranthes och familjen myrtenväxter. Inga underarter finns listade i Catalogue of Life.